# 1986 VW
1986 VW är en asteroid i huvudbältet som upptäcktes den 3 november 1986 av den tjeckiske astronomen Antonín Mrkos vid Kleť-observatoriet i Tjeckien.
Asteroiden har en diameter på ungefär 3 kilometer.